# All India Anna Dravida Munnetra Kazhagam
Die All India Anna Dravida Munnetra Kazhagam (AIADMK; Tamil அனைத்திந்திய அண்ணா திராவிட முன்னேற்றக் கழகம் IAST Aṉaittintiya Aṇṇā Tirāviṭa Munnēṟṟak Kaḻakam [ˈanɛi̯t̪ːin̪d̪ijə ˈaɳːaː ˈd̪raːʋiɖə ˈmunːeːtːrə ˈkːaɻəɦʌm], deutsch ‚Allindischer Anna-dravidischer Fortschrittsbund‘) ist eine Regionalpartei im südindischen Bundesstaat Tamil Nadu. Sie entstand 1972 durch Abspaltung von der Dravida Munnetra Kazhagam (DMK). Hauptziele der Partei sind soziale Gerechtigkeit sowie die Bewahrung der tamilischen Identität und Kultur.

## Geschichte
Die Wurzeln der AIADMK liegen im Dravidar Kazhagam („Bund der Draviden“), einer 1944 unter der Führung von E. V. Ramasami (Periyar) gegründeten politischen Vereinigung, aus der 1949 unter der Führung von C. N. Annadurai die Tamilenpartei Dravida Munnetra Kazhagam (DMK; „dravidischer Fortschrittsbund“) hervorging. Letzterer gelang 1967 die Ablösung des Indischen Nationalkongresses an der Regierung des Bundesstaates Madras (seit 1969 Tamil Nadu). Große Popularität hatte die DMK vor allem im Zuge der Proteste der 1960er Jahre gegen die geplante Einführung der nordindischen Sprache Hindi als Amtssprache in ganz Indien – von vielen Tamilen als Benachteiligung des dravidischen Südens durch den indoarischen Norden empfunden – gewonnen.
Nach dem Tod von Parteiführer Annadurai übernahm 1969 M. Karunanidhi den Parteivorsitz sowie das Amt des Chief Ministers (Regierungschef) von Tamil Nadu. Schon bald kam es zwischen ihm und dem einflussreichen und beliebten Schauspieler M. G. Ramachandran (genannt MGR) zu Streitigkeiten über die Parteiführung. Ramachandran beschuldigte ihn der Bestechlichkeit sowie des Verrats an den Idealen des verstorbenen C. N. Annadurai und wurde daraufhin aus der Partei ausgeschlossen. Dies veranlasste ihn am 17. Oktober 1972 zur Gründung einer eigenen Partei namens Anna Dravida Munnetra Kazhagam (ADMK), wobei der Namensbestandteil „Anna“ auf die Politik Annadurais („Annaismus“) anspielen soll, deren Fortsetzung sich die Partei verschrieb. Am 16. Mai 1976 erfolgte die Umbenennung in All India Anna Dravida Munnetra Kazhagam (AIADMK). Ein Jahr darauf gewann die AIADMK die Wahlen zum Regionalparlament von Tamil Nadu, und Ramachandran wurde Chief Minister des Staates. Bis zu seinem Tod 1987 wurde er zweimal wiedergewählt und stand bis auf eine kurze Unterbrechung im Jahre 1980, als die indische Zentralregierung für knapp vier Monate die Regierungsgewalt übernahm, an der Spitze Tamil Nadus. Sein Regierungsstil war autoritär und zeichnete sich außerdem durch Populismus aus, der sich auf seine Beliebtheit als früherer Filmschauspieler stützte. Ramachandrans Frau Janaki Ramachandran regierte 1988 für wenige Tage als Interimschefministerin.
Seit dem erneuten Wahlsieg der AIADMK 1991 hat J. Jayalalithaa, Ramachandrans langjährige Geliebte und ebenfalls ehemalige Schauspielerin, den Parteivorsitz inne. 1996 nach Bestechungsvorwürfen abgewählt, gelang ihr 2001 die Rückkehr. In ihrer fünfjährigen Amtszeit sah sie sich wiederholt Missbrauchsvorwürfen gegenüber und musste sogar vorübergehend zurücktreten. 2006 unterlag die AIADMK der Opposition unter Führung der DMK, kehrte nach einem Wahlsieg 2011 aber wieder in die Regierung zurück.

## Abschneiden bei den Parlamentswahlen in Tamil Nadu
Aus den zehn Parlamentswahlen, an denen die AIADMK seit 1977 im Bundesstaat Tamil Nadu teilnahm, ging sie siebenmal (1977, 1980, 1984, 1991, 2001, 2011 und 2016) als größte Partei hervor, jeweils mit absoluter Mehrheit. Im Einzelnen sind die Wahlergebnisse wie folgt:
| Jahr | Stimmenanteil | Sitze gewonnen | Sitze angetreten | Sitze gesamt |
| ---- | ------------- | -------------- | ---------------- | ------------ |
| 1977 | 30,4 %        | 130            | 200              | 234          |
| 1980 | 38,8 %        | 129            | 177              | 234          |
| 1984 | 37,0 %        | 132            | 155              | 234          |
| 1989 | 21,2 % a      | 27 a           | 198 a            | 234          |
| 1989 | 9,2 % b       | 2 b            | 175 b            | 234          |
| 1989 | 0,6 % c       | 2 c            | 4 c              | 234          |
| 1991 | 44,4 %        | 164            | 168              | 234          |
| 1996 | 21,5 %        | 4              | 168              | 234          |
| 2001 | 31,4 %        | 132            | 141              | 234          |
| 2006 | 32,6 %        | 61             | 188              | 234          |
| 2011 | 38,4 %        | 150            | 165              | 234          |
| 2016 | 40,8 %        | 135            | 234              | 234          |

a Jayalalithaa-Fraktion

b Janaki-Fraktion

c Vereinigte Jayalalithaa- und Janaki-Fraktion in den vier Wahlkreisen, in denen eine Nachwahl stattfand

## Liste der AIADMK-geführten Regierungen in Tamil Nadu
| Chief Minister          | Beginn der Amtszeit | Ende der Amtszeit  |
| ----------------------- | ------------------- | ------------------ |
| M. G. Ramachandran      | 30. Juni 1977       | 17. Februar 1980   |
| M. G. Ramachandran      | 9. Juni 1980        | 15. November 1984  |
| M. G. Ramachandran      | 10. Februar 1985    | 24. Dezember 1987  |
| V. R. Nedunchezhiyan    | 24. Dezember 1987   | 7. Januar 1988     |
| VN Janaki Ramachandran  | 7. Januar 1988      | 30. Januar 1988    |
| J. Jayalalithaa         | 24. Juni 1991       | 12. Mai 1996       |
| J. Jayalalithaa         | 14. Mai 2001        | 21. September 2001 |
| O. Panneerselvam        | 21. September 2001  | 1. März 2002       |
| J. Jayalalithaa         | 2. März 2002        | 12. Mai 2006       |
| J. Jayalalithaa         | 16. Mai 2011        | 27. September 2014 |
| O. Panneerselvam        | 29. September 2014  | 22. Mai 2015       |
| J. Jayalalithaa         | 23. Mai 2015        | 5. Dezember 2016   |
| O. Panneerselvam        | 6. Dezember 2016    | 15. Februar 2017   |
| Edappadi K. Palaniswami | 16. Februar 2017    | 06. Mai 2021       |